# Thibaut Fauconnet
Thibaut Fauconnet, né le 23 avril 1985 à Dijon, est patineur de vitesse sur courte piste français, champion d'Europe du 500 m en 2007 et du 3 000 m en 2010. Il a également remporté le titre européen toutes épreuves confondues en 2011, de même que le classement général de la coupe du monde sur 1 000 m, titres qui lui ont été ensuite retirés pour un contrôle antidopage positif datant de décembre 2010. Il est un des premiers athlètes français à être officiellement qualifié pour ses troisièmes Jeux d'hiver à Pyeongchang en 2018.

## Biographie
Lors des championnats d'Europe 2010 il remporte deux médailles d'argent.

### De Font Romeu à numéro un mondial
En mai 2010, l'équipe de France de patinage de vitesse sur courte piste emménage à Font-Romeu-Odeillo-Via qui dispose d'infrastructures de qualité pour préparer la saison 2010-2011, l'équipe est désormais entraînée par l'entraîneur sud-coréen Cho Hang-min.
Il débute la coupe du monde 2011 en signant la première victoire de sa carrière à Montréal sur le 1 000 m le 23 novembre 2010. En revanche, il termine 16e sur le 500 m le lendemain, mais monte sur le podium en relais avec une seconde place en compagnie de Maxime Châtaignier, Jérémy Masson et Sébastien Lepape. La semaine suivante, il ajoute une nouvelle victoire à son palmarès à Québec et prend la tête du classement du 1 000 m. En décembre 2010, pour la troisième étape de la coupe du monde, il termine second sur le 500 m, puis sur le 100 m le lendemain où son compatriote Maxime Chataignier prend la troisième place. À Shanghai, il signe un nouveau podium sur le 500 m.
En janvier 2011, il prend part aux championnats d'Europe à Heerenveen aux Pays-Bas. Il réalise à cet évènement une performance sans précédent en s'imposant sur toutes les distances - 500 m, 1 000 m, 1 500 m et le 3 000 m - et remporte par conséquent le classement général. Seul ombre au tableau est la contre-performance du relais français, éliminé en demi-finale en raison de la chute de Fauconnet à deux tours de l'arrivée.
En février 2011, il prend part à l'étape de Moscou où un nouveau podium sur le 1 000 m l'attend (second), ainsi qu'une seconde place dans le relais. À l'issue de cette étape, il ne peut plus être rejoint au classement du 1 000 m. Il s'agit de la première victoire au classement du 1 000 m d'un Français. Il décide donc lors de la dernière étape de se concentrer uniquement sur la distance du 500 m dans l'espoir d'ajouter un nouveau titre. À Dresde lors de l'ultime étape, il remporte l'une des deux épreuves du 500 m puis monte sur le podium, mais cela ne suffit pas à remporte le classement du 500 m, devancé uniquement par l'Américain Simon Cho. Il clôt donc la coupe du monde 2011 par une victoire au classement général du 1 000 m et une seconde place sur le 500 m, ces performances lui permettent de terminer numéro un mondial. Également, son partenaire d'entraînement qui tout comme lui a été formé à Dijon, Maxime Châtaignier remporte le classement général du 1 500 m. Fauconnet déclare à cette occasion : « On s’est toujours investis à 100 % mais, avant, on bricolait, alors que, maintenant, on se donne les moyens de notre réussite avec des conditions d’entraînement de très bonne qualité. » En référence à Font Romeu, il ajoute aussi qu'« on sent bien que le regard des autres a changé. Quand je suis sur la glace, je suis pris pour un leader, ce qui est important dans un sport de concurrence directe »..
Dans l'attente des Championnats du monde 2011 de Sheffield, Fauconnet se présente comme l'un des grands favoris.
Aux Championnats d'Europe 2012 se déroulant à Mlada Boleslav, il remporte l'or en 1 000 mètres et le bronze au général et en 3 000 mètres.

### Dopage et suspension
À la suite d'un contrôle antidopage positif survenu lors de l'étape chinoise de la Coupe du monde en décembre 2010, il a écopé d'une suspension de 18 mois à compter du 12 décembre 2010. Le contrôle montre la prise de tuaminoheptane, un décongestionnant nasal : la Fédération française des sports de glace affirme que le médicament a été prescrit par son médecin personnel, sans vérification du statut dopant du produit. Fauconnet admet la négligence, mais fait appel auprès du Tribunal Arbitral du Sport, jugeant la sanction « disproportionnée ».
Un appel suspensif ayant été intenté auprès du Tribunal arbitral du sport (TAS), Thibaut Fauconnet a pu prendre part à des compétitions entre le 29 novembre 2011 et le 30 avril 2012. De plus, tous les résultats de relais dans lesquels il a participé sont invalidés pour les membres de l'équipe. Son retour en compétition ne peut intervenir qu'à partir du premier novembre 2012.
La Fédération française des sports de glace a soutenu l'appel et n'a pas retiré les titres de Champion de France du 19 décembre 2010 et du 18 décembre 2011, ni confirmé les sanctions et la suspension sur les compétitions nationales.

### Jeux olympiques de 2014
En 2013, il arrive treizième aux championnats du monde.

Il arrive aux Jeux Olympiques de Sotchi avec un statut de potentiel médaillable, mais sa meilleure performance est une demi-finale sur le 1500 m. Il explique plus tard être arrivé complètement hors de forme à Sotchi, après avoir effectué trop d'entraînements avec le staff sud-coréen.

### Jeux olympiques de 2018
Il arrive 8e au 1500 mètres à la première manche de la Coupe du monde de patinage de vitesse 2017-2018, et 7e à la troisième manche de la saison, où il gagne la finale B devant Yuri Confortola. À la quatrième et dernière manche de la saison, il finit 6e sur la même distance.
Aux Jeux olympiques d'hiver de 2018 à PyeongChang, Thibaut Fauconnet parvient à se hisser jusqu'en finale des séries de 1500 mètres où il est aux côtés de huit autres sportifs. Au départ de la course, il se positionne à la 8e place et l'occupe durant plusieurs tours. À quelques tours de l'arrivée, il profite d'un grabuge en tête de course pour passer devant plusieurs concurrents et se retrouve en 4e position. À trois tours de l'arrivée, le Sud-Coréen Hwang Dae-heon se trouvant devant le français, chute en fin de virage et vient frapper, avec la lame de son patin, le visage du Français qui tombe à son tour. Finalement, Thibaut Fauconnet termine 7e, devant Hwang Dae-heon et le québécois Charles Hamelin (disqualifié),.

## Palmarès

### Championnats du monde
| Édition / Epreuve | 500 m       | 1 000 m     | 1 500 m     | 3 000 m     | Général     | Relais      |
| 2007              | 54e         | 17e         | 16e         |             | 28e         |             |
| 2008              | 6e          | 15e         | 19e         |             | 13e         |             |
| 2009              | 7e          | 12e         | 10e         |             | 12e         |             |
| 2010              | 54e         | 5e          | 5e          |             | 9e          |             |
| 2011              | Disqualifié | Disqualifié | Disqualifié | Disqualifié | Disqualifié | Disqualifié |
| 2012              | Disqualifié | Disqualifié | Disqualifié | Disqualifié | Disqualifié | Disqualifié |
| 2013              |             |             |             |             | 13e         |             |

### Championnats d'Europe
| Édition / Epreuve | 500 m       | 1 000 m     | 1 500 m     | 3 000 m     | Général     | Relais      |
| 2006              |             | Bronze      |             | 8e          | 8e          |             |
| 2007              | Or          | 10e         | 17e         | 4e          | 4e          | 4e          |
| 2008              | 10e         | 9e          | 12e         |             | 13e         | Bronze      |
| 2009              | 5e          | 10e         | 6e          | 6e          | 8e          | 4e          |
| 2010              | 4e          | Argent      | Argent      | Or          | Argent      | 4e          |
| 2011              | Disqualifié | Disqualifié | Disqualifié | Disqualifié | Disqualifié | Disqualifié |
| 2012              | Disqualifié | Disqualifié | Disqualifié | Disqualifié | Disqualifié | Disqualifié |

### Coupe du monde
| Année/Classement | Année/Classement | 500 m  | 500 m  | 1 000 m | 1 000 m | 1 500 m | 1 500 m | Classement mondial |
| Année/Classement | Année/Classement | Class. | Points | Class.  | Points  | Class.  | Points  | Classement mondial |
| ---------------- | ---------------- | ------ | ------ | ------- | ------- | ------- | ------- | ------------------ |
| 2007             | 2007             | 51e    | 176    | 53e     | 177     | 68e     | 87      |                    |
| 2008             | 2008             | 22e    | 557    | 38e     | 167     | 51e     | 86      | 43e                |
| 2009             | 2009             | 6e     | 1860   | 28e     | 265     | 65e     | 34      | 12e                |
| 2010             | 2010             | 7e     | 877    | 8e      | 840     |         |         | 12e                |